# Janis Carter
Janis Carter, pseudonimo di Janis Elinore Dremann (Cleveland, 10 ottobre 1913 – Durham, 30 luglio 1994), è stata un'attrice statunitense.

## Biografia
Cresciuta a Cleveland (Ohio), Janis Elinore Dremann frequentò il Mather College e si laureò alla Case Western Reserve University. Terminati gli studi, si trasferì a New York con l'intento di intraprendere la carriera di cantante lirica, ma l'audizione presso il Metropolitan Opera House, risultata senza successo, la spinse a tentare la strada del teatro. La giovane attrice debuttò a Broadway nel 1937 nella pièce Virginia, e le sue successive apparizioni nelle commedie DuBarry Was a Lady e Panama Hattie furono notate dai talent scout di Hollywood. Dopo aver cambiato il proprio cognome in “Carter”, l'attrice firmò un contratto con il produttore Darryl F. Zanuck e fece il suo debutto cinematografico in Cadet Girl (1941). A questo periodo risale inoltre il suo primo matrimonio con Carl Prager, che sposò nel 1941 e da cui divorzierà nel 1952.
Durante la prima metà degli anni quaranta, la Carter lavorò per diverse case cinematografiche, interpretando ruoli secondari in film quali Musica sulle nuvole (1942) con Nelson Eddy e Jeanette MacDonald, Michael Shayne va a Broadway (1942), l'avventura aviatoria Sparvieri di fuoco (1942), il poliziesco Le stelle hanno paura (1943), in cui interpretò una delle attrici di un teatro di burlesque prese di mira da un misterioso assassino, smascherato infine dalla protagonista (Barbara Stanwyck).
Bionda e attraente, l'attrice divenne nota anche come modella e pin up, raggiungendo l'apice della carriera subito dopo il termine della seconda guerra mondiale, quando apparve come protagonista femminile in una serie di pellicole noir come L'asso di picche (1945), accanto a Richard Dix,  Il veleno del peccato (1946), con William Gargan,  Il cerchio si chiude (1947), accanto a Glenn Ford, e Io non t'inganno, t'amo! (1948), interpretato anche da Franchot Tone e Janet Blair. Quasi sempre seconda protagonista femminile, la Carter apparve inoltre nelle commedie brillanti Amanti crudeli (1949) con Don Ameche e Dorothy Lamour, Segretaria tutto fare (1949) con Lucille Ball e William Holden, nonché nella pellicola di propaganda anticomunista Lo schiavo della violenza (1949), in cui recitò al fianco di Robert Ryan e Laraine Day.
All'inizio degli anni cinquanta, la Carter iniziò a diradare progressivamente le proprie interpretazioni. Apparve ancora nel film d'avventura Rotaie insanguinate (1951), che interpretò accanto a Randolph Scott, nel drammatico Voglio essere tua (1951), al fianco di Robert Mitchum e Ava Gardner, nell'avventura bellica I diavoli alati (1951), in cui l'attrice affiancò un prestigioso cast maschile composto da John Wayne, Robert Ryan e Don Taylor, nel western La carica degli apaches (1952), con Robert Young.
Nello stesso periodo, la Carter lavorò brevemente anche per il piccolo schermo, comparendo in alcune serie antologiche come Center Stage (1954) e The Elgin Hour (1955). Il secondo matrimonio con Julius Stulman, magnate del commercio del legname, sposato nel 1956, contribuì all'allontanamento dell'attrice dalle scene. Il definitivo ritiro avvenne nel 1962, dopo la partecipazione al film Wild Gals of the Naked West, diretto da Russ Meyer, celebre regista di film scabrosi, che stava raggiungendo la fama nella prima metà degli anni sessanta.
Janis Carter morì a Durham (Carolina del Nord), per un attacco cardiaco, il 30 luglio 1994, all'età di ottant'anni.

## Filmografia

### Cinema
- Cadet Girl, regia di Ray McCarey (1941)
- Secret Agent of Japan, regia di Irving Pichel (1942)
- Who Is Hope Schuyler?, regia di Thomas Z. Loring (1942)
- Musica sulle nuvole (I Married an Angel), regia di W. S. Van Dyke e, non accreditato, Roy Del Ruth (1942)
- Michael Shayne va a Broadway (Just Off Broadway), regia di Herbert I. Leeds (1942)
- Girl Trouble, regia di Harold D. Schuster (1942)
- Sparvieri di fuoco (Thunder Birds), regia di William A. Wellman (1942)
- That Other Woman, regia di Ray McCarey (1942)
- Le stelle hanno paura (Lady of Burlesque), regia di William A. Wellman (1943)
- Swing Out the Blues, regia di Malcolm St. Clair (1943)
- The Ghost That Walks Alone, regia di Lew Landers (1944)
- Girl in the Case, regia di William Berke (1944)
- The Mark of the Whistler, regia di William Castle (1944)
- One Mysterious Night, regia di Budd Boetticher (1944)
- The Missing Juror, regia di Budd Boetticher (1944)
- Ancora insieme (Together Again), regia di Charles Vidor (1944) – non accreditata
- L'asso di picche (The Power of the Whistler), regia di Lew Landers (1945)
- Notti d'oriente (A Thousand and One Nights), regia di Alfred E. Green (1945) – non accreditata
- Il cavaliere mascherato (The Fighting Guardsman), regia di Henry Levin (1946)
- Il treno dei pazzi (One Way to Love), regia di Ray Enright (1946)
- The Notorious Lone Wolf, regia di D. Ross Lederman (1944)
- Il veleno del peccato (Night Editor), regia di Henry Levin (1946)
- Il cerchio si chiude (Framed), regia di Richard Wallace (1947)
- Io non t'inganno, t'amo! (I Love Trouble), regia di S. Sylvan Simon (1948)
- Amanti crudeli (Slightly French), regia di Douglas Sirk (1949)
- Addio Mimì!, regia di Carmine Gallone (1949)
- Segretaria tutto fare (Miss Grant Takes Richmond), regia di Lloyd Bacon (1949)
- Lo schiavo della violenza (The Woman on Pier 13), regia di Robert Stevenson (1949)
- E col bambino fanno tre (And Baby Makes Three), regia di Henry Levin (1949)
- Lo scandalo della sua vita (A Woman of Distinction), regia di Edward Buzzell (1950)
- Rotaie insanguinate (Santa Fe), regia di Irving Pichel (1951)
- Voglio essere tua (My Forbidden Past), regia di Robert Stevenson (1951)
- I diavoli alati (Flying Leathernecks), regia di Nicholas Ray (1951)
- La carica degli apaches (The Half-Breed), regia di Stuart Gilmore (1952)
- Wild Gals of the Naked West, regia di Russ Meyer (1962)

### Televisione
- Starlight Theatre – serie TV, 1 episodio (1950)
- Lights Out – serie TV, episodio 3x18 (1950)
- Willys Theatre Presenting Ben Hecht's Tales of the City – serie TV, 1 episodio (1953)
- Suspense – serie TV, 1 episodio (1953)
- Second Face, regia di Roy Rich – film TV (1954)
- The Sergeant and the Spy, regia di Roy Rich – film TV (1954)
- Center Stage – serie TV, 1 episodio (1954)
- The Elgin Hour – serie TV, 1 episodio (1955)

## Doppiatrici italiane
- Dhia Cristiani in Voglio essere tua, La carica degli Apaches
- Clelia Bernacchi in I diavoli alati, Il cerchio si chiude
- Tina Lattanzi in Segretaria tuttofare
- Pinella Dragani nel ridoppiaggio di Schiavo della violenza